# 文京区立金富小学校
文京区立金富小学校（ぶんきょうくりつかなとみしょうがっこう）は、東京都文京区に位置する公立小学校。

## 概要
文京区春日2丁目に位置し、文京区道第889号（巻石通り）に面している。校名は、金剛寺と富坂の頭文字を採った旧地名「金富町」に由来する。
当校には、文京区内唯一の言語障害・難聴通級指導学級として「ことばときこえの教室」を設置している。
校地は、「校舎（第一校庭、体育館）」と「第二校庭（プール）」に分かれており、それぞれ巻石通りの歩道を介して連絡する。プールは第二校庭内にあり、夏季以外には蓋をして校庭の一部として利用できるようになっている。駐車場はない。

## 教育目標
「強く正しく朗らかなれ」の校訓のもと、人権尊重の精神を培い、豊かな心の優れた個性をもつ子どもを育てる。
- 健康な子
- 力を伸ばす子
- 助け合う子

## 沿革
- 1907年（明治40年） - 東京市小石川区第三尋常小学校として校舎の建築開始。
- 1908年（明治41年） - 金富尋常小学校と名称変更して、校舎が完成。開校式を行った4月18日を開校記念日とする。
- 1941年（昭和16年） - 東京市金富国民学校に名称変更。
- 1943年（昭和18年） - 東京都金富国民学校に名称変更。
- 1947年（昭和22年） - 東京都文京区立金富小学校に名称変更。
- 1982年（昭和57年） - 校舎・体育館の全面改築（現校舎）。ことばの教室開設。
- 1997年（平成9年） - 難聴学級が開設され、ことばときこえの教室となる。
- 2008年（平成20年）10月11日 - 開校百周年記念式典を挙行。
- 2018年（平成30年） - 文京区学校給食優良校として表彰[2]。
- 2020年（令和2年） - 新型コロナウイルス感染症の世界的流行により、登校班（集団登校）を休止。

## 交通
- 東京メトロ有楽町線江戸川橋駅より徒歩約11分。
- 都営バス都02系統(グリーンライナー)、都02乙系統「春日二丁目」バス停から徒歩約6分。
- 文京区コミュニティバスBーぐる目白台・小日向ルート「水道二丁目」バス停から徒歩約2分。

## 行事
かなとみコンツェルト-学区内に所在する凸版印刷の協力を得て、トッパンホールにおいて当校の児童らが演奏するコンサート。

## 関係者
松丸奨 - 栄養士の資格を持つ学校栄養職員。2016年4月〜2022年3月までの間、当校に赴任。前任の文京区立青柳小学校において、第8回全国学校給食甲子園優勝。多くのメディア出演もこなしながら、（朝）5時半には学校へ一番乗りしていた。2022年4月からは文京区立柳町小学校に異動。